# Símbols de la Vall de Gallinera
L'escut i la bandera de la Vall de Gallinera són els símbols representatius de la Vall de Gallinera, municipi del País Valencià, a la comarca de la Marina Alta.

## Escut heràldic
L'escut oficial de la Vall de Gallinera té el següent blasonament:
| « | Escut partit. 1r., de gules, un castell d'argent, terrassat d'aquest mateix, dessobre un minvant d'argent, somat d'una creu llatina d'or; 2n., d'or, un bou passant de gules, terrassat de sinople. Al timbre Corona Reial Tancada. | » |

## Bandera
La bandera oficial de la Vall de Gallinera té la següent descripció:
| « | Bandera abocellada de proporcions 2/3, amb la disposició següent. En camper d'or quatre pals de gules; en el centre del camp l'escut municipal, que ocuparà proporcionalment els dos pals de gules centrals, i carregades les dues faixes daurades que flanquegen la central de vuit rodelles de gules, quatre en cadascuna. | » |

## Història
L'escut fou aprovat per Ordre de l'11 de març de 1986, de la Conselleria d'Administració Pública, publicada en el DOGV núm. 369, del 28 d'abril de 1986.
La bandera fou aprovada per Resolució de 28 de novembre de 1991, del Conseller d'Administració Pública, publicada en el DOGV núm. 1.732 de 26 de febrer de 1992.
S'hi representa el castell de Gallinera, que va donar nom a la vall, amb la mitja lluna i la creu en al·lusió a les etapes històriques musulmana i cristiana per les quals ha passat el municipi. La segona partició són les armes dels Borja, ducs de Gandia i antics senyors de la vall.